# Дерматовенерологія
Дерматовенероло́гія (грец. δέρμα, δερματός — «шкіра», «Венера», λόγος — «вчення») — розділ медицини, який вивчає захворювання шкіри та венерологічні захворювання, а також їх профілактику та лікування; комплекс двох взаємопов'язаних наук — дерматології і венерології.
Лікар-фахівець, який отримав підготовку з питань профілактики, діагностики та лікування шкірних і венеричних хвороб — дерматовенеро́лог.

## Історія
Перші лекції з дерматовенерології з 1869 року в Університеті св. Володимира читав Л. Горецький, якому належить важлива праця про паршу. 
У 1884 році при Університеті створено самостійну кафедру дерматовенерології на чолі з М. Стуковенковим, під керівництвом якого вперше у світі розроблено метод визначення оптимального дозування ртуті в лікуванні сифілісу. Його учень П. Нікольський запропонував метод діагностики листоподібної пузирчатки (симптом Нікольського), написав підручник «Общая терапия болезней кожи» (1910) та керівництва «Болезни кожи» (1921; 1923; 1927; 1930), «Сифилис и венерические болезни» (1925; 1928).
Важливим науковим дерматовенерологічним центром стала кафедра на медичному факультеті Харківського університету, заснованим у 1884 році. 
На початку 20 сторіччя організовано низку кафедр дерматовенерології у вузах України, зокрема 
- в 1902 році — на медичному факультеті Новоросійського університету,
- в 1916 році — на медичному відділенні Катеринославських вищих жіночих курсів,
- в 1922 році — у Київському інституті удосконалення лікарів,
- в 1923 році — в Українському інституті удосконалення лікарів,
- в 1934 році — у Сталінському медичному інституті тощо.

Вагому роль у становленні вітчизняної дерматовенерології відіграло створення Є. Ґлавче у 1917 році венерологічної поліклініки в Одесі, реорганізованої згодом у Шкірно-венерологічний інститут, у 1924 році — Харківський інституту боротьби з венеричними хворобами, а також НДІ в Києві (1943) та Львові (1944). Внаслідок значного зниження рівня захворюваності на сифіліс і гонорею у 1954 році інститути в Києві та Одесі, а в 1955 — й у Львові припинили діяльність. 
Після Другої світової війни у зв'язку з різким підвищенням рівня захворюваності на сифіліс і гонорею створено відділ по боротьбі з венеричними хворобами. У 1949 році його ліквідовано, натомість введено посаду інспектора і головного дерматовенеролога МОЗ УРСР (першим її обіймав О. Кричевський, від 2004 – В. Степаненко), у 1938 році сформовано Українську спілку лікарів-дерматовенерологів (президент з 2000 – В. Коляденко). 
Серед відомих українських дерматовенерологів – В. Теребинський, І. Зеленєв, А. Тижненко, С. Яковлєв, І. Матусіс, А. Браун, О. Лур'є, О. Федоровський, А. Картамишев, А. Лавров, І. Попов, М. Торсуєв, М. Борзов, О. Кричевський, Т. Глухенький, Б. Задорожний, М. Бухарович, І. Потоцький, М. Кузнець, М. Черкес, О. П'ятикоп, В. Федотов, І. Мавров, В. Проскуріна, В. Коляденко, К. Калантаєвська, Л. Калюжна тощо. В Україні у галузі дерматовенерології працюють 35 докторів та понад 200 кандидатів медичних наук.
Виходять журнали «Дерматологія та венерологія», «Дерматовенерология. Косметология. Сексопатология», «Український журнал дерматології, венерології, косметології».

## У культурі
- Один з головних персонажів російського серіалу «Інтерни» — Іван Натанович Купітман (у виконанні В. В. Демчога) — дерматовенеролог, кандидат медичних наук, завідувач шкірно-венерологічного відділення[6].